# HZ 7123
HZ 7123 är en motorvagnstyp i Kroatien tillhörande Hrvatske željeznice. Den används främst på de långa linjerna Zagreb-Split, Zagreb-Koprivnica-Čakovec-Varaždin. Det är ett dieselmotorvagnståg byggt av Bombardier Transportation i Tyskland. Samma typ är levererad till Deutsche Bahn som typ 612. De är tillåtna att köra i en hastighet på uppemot 180 km/h. De får dock endast köra 140 km/h i Kroatien på grund av att spårstandarden är låg på den oelektrifierade sträckan från Karlovac och vidare ned till Split.

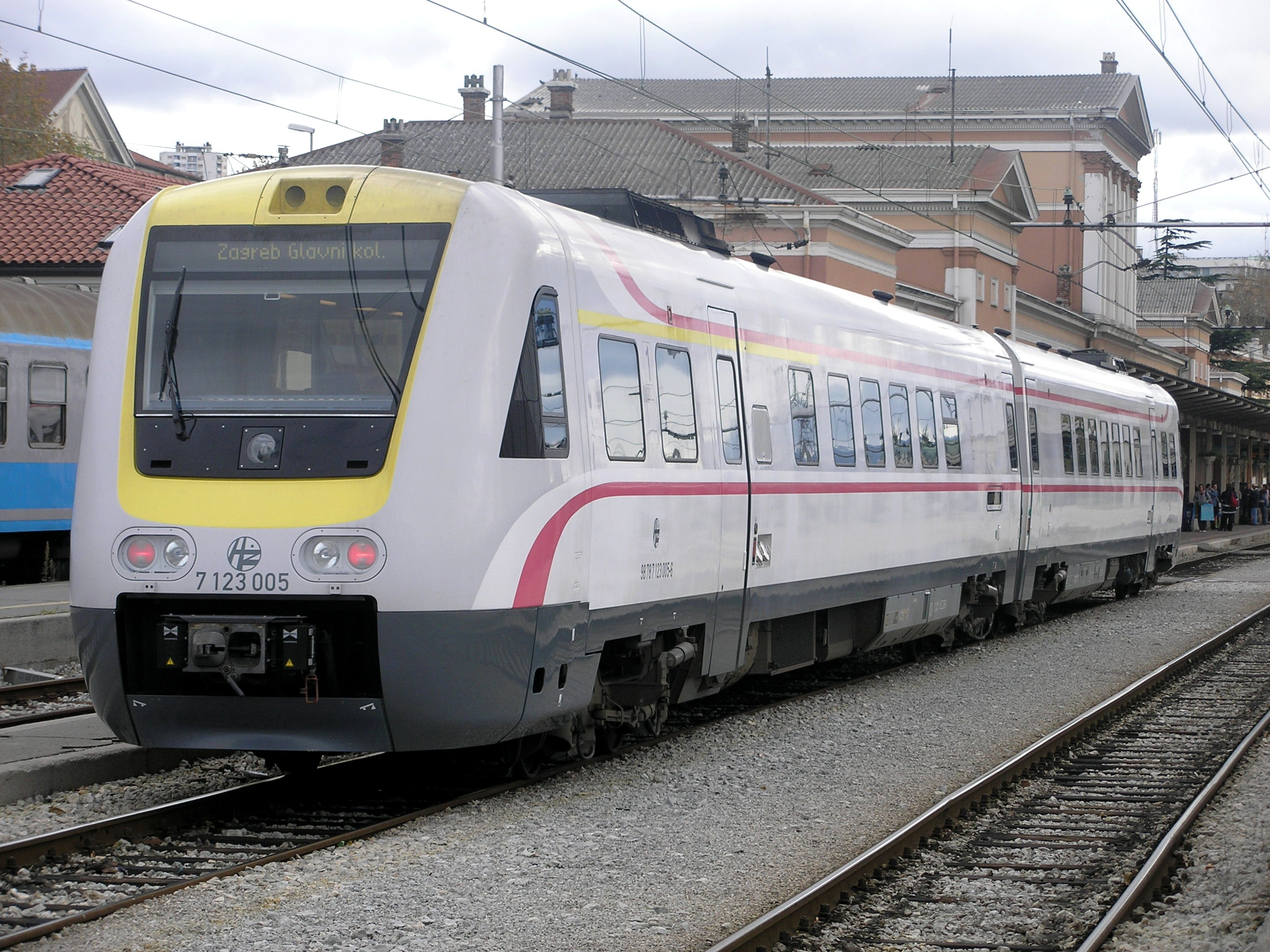
HŽ typ 7123